# Cremopalpus inquirendus
Cremopalpus inquirendus är en fjärilsart som beskrevs av Embrik Strand 1909. Cremopalpus inquirendus ingår i släktet Cremopalpus och familjen trågspinnare. Inga underarter finns listade i Catalogue of Life.